# Maarssen
Maarssen – miasto w środkowej Holandii, w prowincji Utrecht, nad rzeką Vecht. Dawniej samodzielna gmina, od 1 stycznia 2011 wchodzi w skład gminy Stichtse Vecht.
Liczba mieszkańców: 39 363 (1 stycznia 2007).
W miejscowości jest stacja kolejowa Maarssen.